# Southeast Asia Treaty Organisation
SEATO (Southeast Asia Treaty Organisation) var en militæralliance, på dansk også kaldet Sydøstasienpagten. Alliancen blev tiltrådt af USA, Australien, New Zealand, Thailand, Pakistan, Filippinerne, Frankrig og England. Pagtens formål var forsvar af de såkaldte protokolstater: Sydvietnam, Laos og Cambodja.

## Historie
SEATO blev grundlagt 1954 og var en del af gruppen af vestlige alliancesystemer sammen med Atlantpagten Nato og Stillehavspagten ANZUS. SEATO blev grundlagt i Manila, Filippinernes hovedstad. Pagtens formål var forsvar af de såkaldte protokolstater: Sydvietnam, Laos og Cambodja. Disse stater opstod efter 1. indokinesiske krig, hvor det på en udenrigsministerkonference i Genève i marts 1954 blev vedtaget, at Indokina skulle opløses og de førnævnte suveræne stater garanteres. Vietnam blev samtidig delt i nord og syd.
Ifølge pagten skulle medlemmerne foretage rådslagning i tilfælde af kommunistisk infiltration, fælles manøvrer og lignende militært samarbejde. Seatos organer omfattede bl.a.:
- Permanent ministerråd med sekretariat i Bangkok.
- Militær planlægningsstab.
- Efterretningstjeneste vendt imod kommunistisk virksomhed.

I 1958 optog SEATO kontakt til NATO. SEATO-pagten trådte i kraft 1964, da Lyndon B. Johnson efter Tonkin-episoden med Tonkin-resolutionen bemyndigede sig selv til at "foretage alle nødvendige skridt for at forhindre fortsat aggression og slå væbnede angreb tilbage som er rettet imod SEATOs medlems- eller protokolstater".
Hermed indledte USA regelmæssige bombninger af Nordvietnam.
Som supplement til SEATO havde USA fra 1954 bilaterale pagter med Sydkorea, Nationalist-Kina (Formosa) og fra 1961 Japan. SEATO-pagten blev opsagt i 1975 og afløstes af ASEAN-pagten.